# Söndagen före domssöndagen
Söndagen före domssöndagen är kyrkoårets näst sista söndag.
Den infaller den söndag som infaller 13-19 november.
Den liturgiska färgen är grön eller blå/violett.
Temat för dagens bibeltexter enligt evangelieboken är Vaksamhet och väntan:, och en välkänd text är ur Matteusevangeliet om de tio brudtärnorna, varav bara fem kom in på bröllopsfesten eftersom de andra inte var beredda med sina lampor

## Svenska kyrkan

### Texter
Söndagens tema enligt 2003 års evangeliebok är Vaksamhet och väntan. De bibeltexter som används för att belysa dagens tema är:
| Första årgången                                                    | Andra årgången                                                       | Tredje årgången                                              | Psaltarpsalm       |
| Sefanja 3:8-13 Uppenbarelseboken 3:10-13 Matteusevangeliet 25:1-13 | Jesaja 51:4-6 Andra Korinthierbrevet 13:5-9 Lukasevangeliet 12:35-40 | Amos 8:9-12 Filipperbrevet 3:20-4:1 Lukasevangeliet 17:20-30 | Psaltaren 139:1-18 |

### Fotnoter
1. ↑  ”Andra söndagen i advent”. Svenska kyrkan. https://www.svenskakyrkan.se/troochandlighet/kyrkoarets-bibeltexter?helgdag=49. Läst 27 november 2015.
2. ↑   Den svenska psalmboken med tillägg. Stockholm: Verbum. 2005. sid. 1561–1565. Libris ht7wjxh8f3k4gcqk. ISBN 978-91-526-5515-3